# نوكيا N81
نوكيا N81 (بالإنجليزية:Nokia N81) هو هاتف ذكي يعمل بنظام التشغيل سيمبيان أعلنت عنه نوكيا في 29 أغسطس 2007 وتم إصداره في الشهر التالي. يتم تشغيل النسخة الثالثة بسامبيان S60.
تم تسويق N81 كجهاز ترفيهي يركز على تشغيل الموسيقى والألعاب. كان الجهاز الأول الذي تم تجهيزه مسبقًا بخدمة ألعاب إن غيج 2.0 في عام 2008 (وإن كان في الإصدار التجريبي العام)، ويتميز بمفتاحين مخصصين للألعاب يمكن استخدامهما في ألعاب إن غيج (سيظهر هذا لاحقًا أيضًا على نوكيا N96، نوكيا N85 ونوكيا 5730). أثناء إطلاق إن غيج 2.0، اختارت شركة نوكيا N81 تحديدًا في الإعلانات. كما تم تسويقه كثيرًا على أنه هاتف ذكي يركز على الموسيقى وكان من أوائل من دعم خدمة نوكيا ميوزيك ستور. يحتوي على مكبرات صوت استريو تعتبر ذات صوت عالي جدًا. ادعى العديد من المراجعين أن N81 يتمتع، مثله مثل N91 الأقدم، بجودة إخراج صوت عالية جدًا وبالتالي فهو مناسب للغاية لمحبين الموسيقى.
تحتوي لوحة دي باد أيضًا على مستشعر جديد يسمى نافي ويل، والذي يسمح بالتحكم والتمرير بين الموسيقى عن طريق الضغط على المفتاح، بطريقة مشابهة لجهاز آي بود. هي ميزة فريدة ونادرًا ما تظهر على الهواتف المحمولة. ستأتي نافي ويل لاحقًا أيضًا على سلسلة N الأخرى: N78 و N85 و N96.
مع ذلك، يتمتع N81 بمواصفات أكثر تواضعًا مقارنةً بجهاز نوكيا N95، بكاميرا 2 ميجابكسل، ويفتقر إلى كل من جي بي إس وHSDPA. ومع ذلك، فإن N81 يحتوي على معالج آرم 11 بسرعة 369 ميجاهرتز، وهو الأسرع على أجهزة نوكيا في ذلك الوقت. يتميز نوكيا N81 خاصةً بشاشة منزلقة لغلق لوحة المفاتيح. يوجد أيضًا فتحة للسماعات 3.5 ملم. هو أول جهاز من سلسلة N يقوم بتبديل منفذ ميني يو أس بي بمايكرو يو أس بي.
كما تم الإعلان في نفس الوقت عن نسخة نوكيا N81 مع 8 جيجابايت ومع إمكانية وضع بطاقة ذاكرة بحجم 8 جيجابايت. تم بيع هذا الإصدار بسعر 430 يورو بدون الضرائب، أي 70 يورو أكثر من الإصدار القياسي الذي يتطلب بطاقة ذاكرة لتوسيع سعة تخزينه البالغة 12 ميغا بايت. N81 سيخلف N85.

## تصوير
تحتوي أجهزة نوكيا N على إعدادات التصوير للصور والفيديو، مثل تغيير الفلتر، أوضاع التصوير، تشغيل الفلاش وغيرها، كان N81 أيضًا يحتوي على هذه الإعدادات. انتقد الجهاز مع كاميرا 2 ميجابكسل في تصوير الصور والفيديو، كان تصوير الفيديو بدقة 640 في 480 بمعدل 15 إطار في الثانية. يوجد بجنب عدسة الكاميرا فلاش إل إي دي، ويوجد في الكاميرا ميزة التركيز التلقائي.

## وسائط مدعومة
يشغل N81 مقاطع الفيديو باستخدام ريل بلاير (ينطبق على سلسلة N من نوكيا) وتشغيل الصوتيات بصيغة إم بي 3، يقوم الهاتف أيضًا بتشغيل إذاعة إف إم. يمكن تحميل الموسيقى على الهاتف من خلال نوكيا ميوزيك ستور باستخدام شبكة الواي فاي، أو عن طريق توصيل الهاتف بالحاسوب وتحميل الموسيقى على الهاتف، أو بإرفاق بطاقة ذاكرة محملة بالصوتيات مسبقًا، تنطبق تلك الطرق مع الفيديو والصور أيضًا.

## آراء
كان الصوت بجهاز نوكيا N81 أقل مقارنةً بجهاز N91 بعد التحديث الجديد. وفقًا لنوكيا، يجب عليهم اتباع معيار دولي حيث يجب ضبط الحجم الأولي أو الافتراضي للجهاز على مستوى منخفض جدًا بحيث لا يتسبب في أي ضرر لمستخدميه.
وجدت سي نت أنه ذو كاميرا سيئة ومصمم بشكل سيء، كانت نتجية التقييم 7.8، وانتقد التصميم البلاستيكي مرة أخرى مع الإشادة بنوفا ويل ومساحة التخزين العالية وإمكانية الاتصال بالواي فاي والقدرات الموسيقية والصوتية.